# Ummendorf (bei Biberach)
Ummendorf település Németországban, azon belül Baden-Württembergben. Lakosainak száma 4468 fő (2023. december 31.).

## Népesség
A település népessége az elmúlt években az alábbi módon változott:
| Lakosok száma | 3231 | 4324 | 4327 | 4417 | 4503 | 4468 |
|               | 1975 | 2017 | 2019 | 2021 | 2022 | 2023 |